# رولتو
رولتو (به ایتالیایی: Roletto) یک کومونه در ایتالیا است که در استان تورین واقع شده‌است.

## خصوصیات
رولتو ۹٫۸ کیلومترمربع مساحت و ۲٬۰۱۹ نفر جمعیت دارد.